# Ljussjön (Risinge socken, Östergötland, 651487-151225)
Ljussjön är en sjö i Finspångs kommun i Östergötland och ingår i Nyköpingsåns huvudavrinningsområde. Sjön har en area på 0,0867 kvadratkilometer och ligger 92,3 meter över havet. Sjön avvattnas av vattendraget Bokvarnsån (Svarttorpsån).

## Delavrinningsområde
Ljussjön ingår i det delavrinningsområde (651485-151237) som SMHI kallar för Inloppet i Holpen. Medelhöjden är 98 meter över havet och ytan är 2,1 kvadratkilometer. Det finns inga avrinningsområden uppströms utan avrinningsområdet är högsta punkten. Bokvarnsån (Svarttorpsån) som avvattnar avrinningsområdet har biflödesordning 2, vilket innebär att vattnet flödar genom totalt 2 vattendrag innan det når havet efter 135 kilometer. Avrinningsområdet består mestadels av skog (87 procent). Avrinningsområdet har 0,08 kvadratkilometer vattenytor vilket ger det en sjöprocent på 4 procent.